# ذا إيلفنت إن ذا براين
ذا إيليفانت إن ذا برين: الدّوافع الخفيّة في الحياة اليوميّة (بالإنجليزية: The Elephant in the Brain) هو كتاب واقعي لعام 2018 من تأليف روبن هانسون وكيفين سيملر. هانسون بروفيسور مشارك في الاقتصاد بجامعة جورج ماسون وسيملر كاتب ومهندس برمجيات. يستكشف الكتاب خداع الذات والدوافع الخفية في السلوك البشري. يصف موقع الناشر الهدف من الكتاب بأنه «تعقب الزوايا المظلمة وغير المختبرة من نفسنا وتفجيرها بالأضواء الكاشفة».

## ملخَّصْ
تتمثل الفرضية الرئيسية للكتاب في أننا في كثير من الأحيان لا ندرك الأسباب الحقيقية لمعظم سلوكياتنا. حسِّنَتْ سلوكياتنا للعيش في مجموعة اجتماعية، وفي كثير من الأحيان، من وجهة نظر الانتقاء الطبيعي، يكون من المفيد إذا لم نكن مدركين لدوافعنا الحقيقية.
الكتاب مقسم إلى قسمين، الأول بعنوان «لماذا نخفي دوافعنا» ويتضمن مقدمة لموضوعات سلوك الحيوان، والإشارة، والأعراف الاجتماعية وخداع الذات. في القسم الثاني، العنوان «الدوافع الخفية في الحياة اليومية» يغطي كل فصل جانبًا من جوانب السلوك البشري ويصف كيف يمكن تفسيره من خلال إطار الإشارة وخداع الذات الموضح في القسم الأول. تغطي الفصول في هذا القسم لغة الجسد، والضحك، والمحادثة، والاستهلاك، والفن، والأَعمال الخيرية (كتِلك المعمولة في ظل جائحة كورونا)، والتعليم والطّب والدين والسّياسة.

### لغة الجَسَدْ
في هذا الفصل، يرى المؤلفون أن لغة الجسد هي إلى حد كبير وسيلة للتواصل مع الحالة، ومعظمنا لن يصف بوعي لغة جسدنا على أنها تفعل ذلك، ومع ذلك، يمكن ملاحظة أوضاع الجسم المختلفة المرتبطة بالحالة عند البشر، على غرار الرئيسيات الأخرى.

### ضَحِكْ
يجادل المؤلفون بأن الضَّحك ليس مجرد استجابة للفكاهة، ولكن من الأفضل التفكير فيه على أنه «إشارة مسرحية» - إشارة إلى أننا لا نملك مشاعر العداء تجاه الطرف الآخر. تُستخدَم مجموعة كبيرة من البيانات لدعم هذه الفرضية بما في ذلك حقيقة أن الناس يضحكون في مجموعات أكثر من ضحكهم على أنفسهم، وحقيقة أن الأطفال يضحكون أكثر مع أمهاتهم، وحقيقة أن الشخص الذي يتحدث بشكل عام يضحك أكثر من مجرد الشخص الذي يستمع.

### مُحادَثة
غالبًا ما يُنظر إلى المحادثة على أنها وسيلة لتبادل المعلومات. ومع ذلك، فإن معظم المحادثات لا تتضمن تبادل المعلومات المفيدة وغالبًا لا يتم تحسين بنية المحادثة لهذا التبادل. يجادل المؤلفون بأن هذا لأن الغرض من المحادثة هو إظهار قدرتنا العقلية بدلاً من ذلك.

### استهلاك
يناقش المؤلفون نظرية ثورستين فيبلين عن الاستهلاك الواضح. هذه هي فكرة أنه على الرغم من أننا قد ندّعي أننا نشتري سلعًا لأغراض عملية، فإن الغرض الرئيسي من شراء العديد من السلع هو إرسال إشارة للآخرين بأننا نستطيع تحمّل شرائها. من خلال الاستهلاك.

### فَنْ

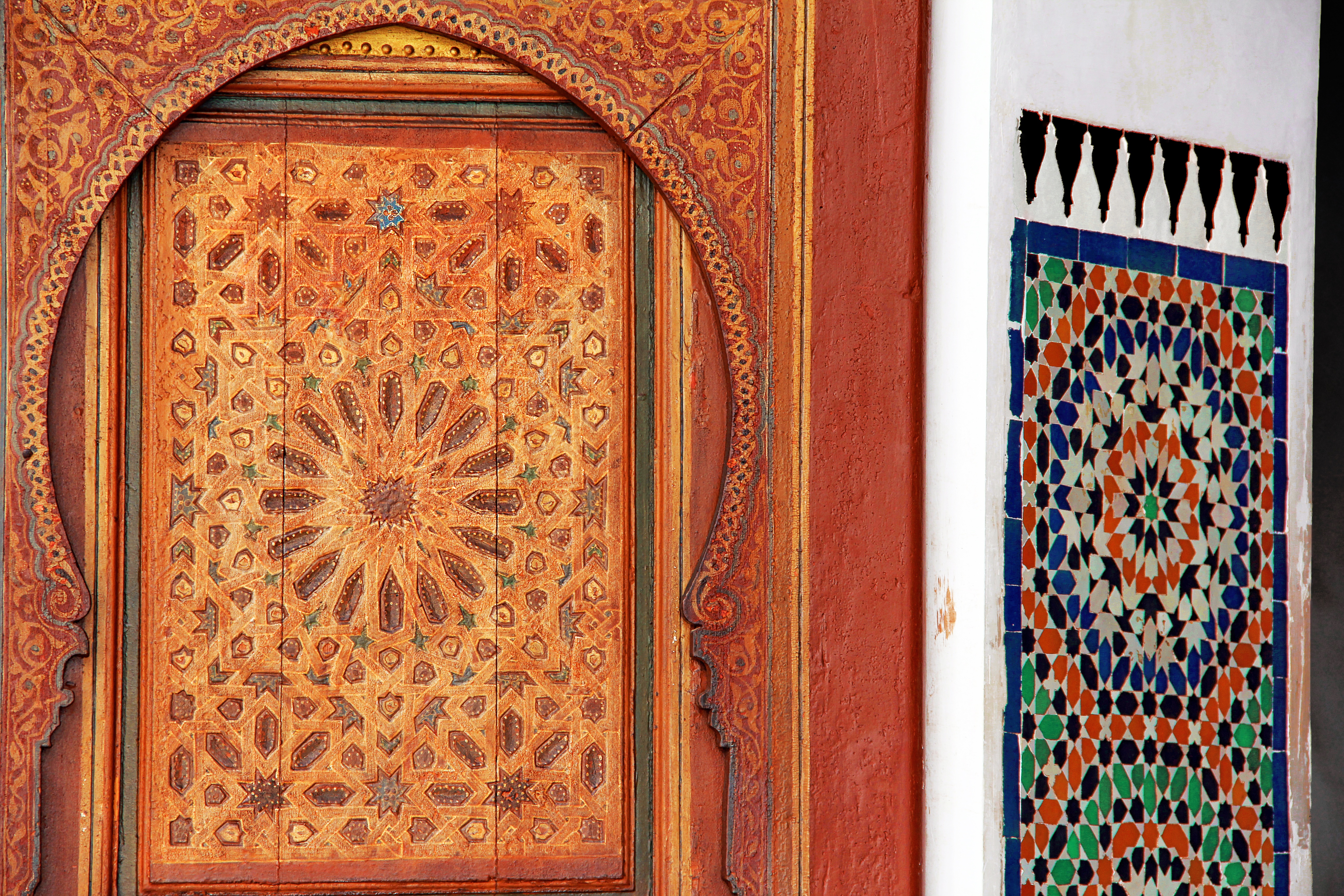
صورة فنّيّة

عمل خيري

يشير المؤلّفون إلى أن مقدار تقديرنا للفن يعتمد إلى حد كبير على السّمات الخارجية للفن مثل ما إذا كان أصليًا أم لا، وما إذا كان مصنوعًا يدويًا أو مصنوعًا آليًا. هذا لا معنى له إذا ادّعى المرء أن الفن يهتم بآثاره المباشرة. من الأفضل التفكير في الفن كطريقة للناس لإظْهار سعة الاطّلاع والفَهْم، وكذلك لربط أنفسهم بالفنّانين.

### أعْمال خيريّة
يشير المؤلفون إلى أنه بينما يدعي معظم الناس ويشعرون أنهم يقدمون أموالًا للجمعيات الخيرية لأنهم يرغبون في مساعدة قضية ما، فإن قلة قليلة من الناس يزعجون أنفسهم بالتحقق من فعالية تكلفة الجمعيات الخيرية التي يتبرعون لها. يجادل المؤلفون بأن هذا السلوك لا يمكن تفسيره بالرغبة في مساعدة القضية، ولكن يمكن تفسيره إذا كان يُنظر إلى التبرعات للأعمال الخيرية على أنها وسيلة للإشارة إلى الثروة والكرم والرحمة.

### تعليم
يقدّم هذا القسم بشكل عام نفس الحجّة مثل كتاب بريان كابلان «القَضيّة ضد التّعليم». يدّعي معظمنا أن الهدف من التعليم هو تعلّم المواد التي تُدَرّسْ، ولكن غالبًا ما يطلب أصحاب العمل من الموظفين الحصول على درجة علميّة، حتى لو كانت الدرجة العلمية غير مرتبطة بالوظيفة وينسى معظم الطلاب الكثير مما تعلموه بعد بضع سنوات من التعليم. يجادل المؤلفون بأن الغرض الرئيسي من التعليم هو إظهار الذكاء والضمير والتوافق، وكذلك تحقيق أغراض ثانوية، مثل السّماح للناس بالاختلاط الاجتماعي والسماح للحكومة بتلقين مواطنيها.

### طِبْ
القصة التي نخبرها لأنفسنا عن الطب والرعاية الصحية هي أننا نستخدمها من أجل التحسن عندما لا نكون على ما يرام. ومع ذلك، فإن هذه القصة لا تأتي مع العديد من الحقائق حول الرعاية الصحية. على سبيل المثال، المناطق التي تنفق أكثر على الطب لا تميل إلى أن تكون أكثر صحة وعندما يتم منح الناس إمكانية الوصول إلى رعاية صحية أرخص، لا يصبحون أكثر صحة (على سبيل المِثال في تجربة التّأمين الصّحّي لمؤسّسةRAND). يجادل هانسون وسيملر بأن هذا يرجع إلى أنّ الطب والرعاية الصحية يتعلقان إلى حد كبير بالتَّعبير عن التّعاطف بدلاً من تعزيز الصحة.

### دينْ
يدعي معظم المتدينين أنهم متدينون لأنهم يحملون معتقدات معينة. يجادل هانسون وسيملر بأنه بالنسبة لمعظم التاريخ، كان الدين يدور حول تفعيل سلوكيات معينة، بدلاً من معتقدات محددة. كما يشيرون إلى أن المتدينين (من العديد من الأديان المتنازعة) يميلون إلى التمتع بصحة بدنية وعقلية أفضل من غير المتدينين. يقترحون أن الهدف الرئيسي للدين هو توفير الشعور بالمجتمع وأن الطقوس والتضحيات التي يقدمها الناس من أجل دياناتهم هي طرق للإشارة إلى الولاء.

### سياسَة
في ظاهر الأمر، السبب وراء مشاركة الناس في السياسة هو تحسين العالم بطريقة ما. ومع ذلك، فإنّ معظمنا ينخرط في السياسة بطريقة عاطفية ومستنيرة مقارنة بقوة الادّعاءات التي نقدمها ونحن عمومًا غير مستعدين للتنازل عن القضايا السياسية. تُشْرَح هذه الحقائق بشكل أفضل إذا كانت السياسة وسيلة للإشارة إلى الانتماء إلى لقبيلة من الأشخاص ذوي التفكير المماثل أكثر من كونها وسيلة لمحاولة تحسين العالم بالفعل.

## استقبالْ
كتب ماثيو هوتسون في صحيفة وول ستريت جورنال الكتاب بأَنّه «صريح منعش» و«مُخترق».
في مراجعة سلبية في الغالب لصحيفة نيويوركر، أشاد الصحفي والروائي جون لانشيستر بالقسم الخاص بالتعليم، لكنه انتقد الكتاب لأنّه قدّمَ حجّة لها تطبيقات جديرة بالاهتمام وتوسيعها إلى أبعد مما تذهب إليه بشكل مفيد. كما ادّعى أن التركيز على الدوافع الخفيّة قوض الإنجازات البشرية الناتجة عن تلك الدوافع، مثل كتابة السمفونيات، وعلاج الأَمراض، وبناء الكاتدرائيات، والبحث في أعمق ألغاز الزمان والمكان وما إلى ذلك. رد هانسون على هذه الانتقادات على مدونته.
وصفت مراجعة للنّاشرون أُسبوعيّاً الكتاب بأنّه مقدّمة رائعة ويمكن الوصول إليْها لموضوع مهم.
في نيو يورك إنتليجنسر، أعطى ماكدوجالد الكتاب مراجعة مختلطة واصفة إيّاه بأنّه مثير للإهتمام، وأَّحياناً مفيد، وأَحياناً صفعة صغيرة. انتقد ماكدوجالد بِشَكل خاص اعتماد الكتاب على أَبحاث علم النّفس الإجتماعي في ضوء أزمة التّكرار في هذا المَجال.
أوصت كيلي جين تورانس في مجلة المراجعة الوَطنيّة بالكتاب، قائلة إنه يقدّم أفضل حجة حتّى الآن انّنا لا ندرك حتّى الكَثير ممّا يحفّزنا.
أشاد عالِم الكمبيوتر سكوت آرونسون بالعمل على مدونته ووصفه بأنه «تحفة فنية» و«وأَروع عمل روبن [هانسون] حتى الآن.»

## أنظر أَيْضاً
- الإيثار الفعّالْ الذي نوقِشَ في الكتاب كمجموعة بديلة من الأسماء المحيطة بالعَطاء الخيْري.

- بريان كابلان صاحب كتاب «القَضيّة ضد التّعليم».